# Telem
|  | No s'ha de confondre amb Telem (2019). |

Telem (hebreu: תל"ם, acrònim de Tenuà le-Hithadxut Mamlakhtit תנועה להתחדשות ממלכתית, Moviment per la Renovació Nacional) fou un partit polític d'Israel creat el 19 de maig de 1981 durant el novè Kenésset per Moixé Dayan i dos ex diputats del Likkud. Dayan havia estat elegit membre de la Kenésset per l'Alineació que havia perdut les eleccions per primera vegada en la seva història. Menahem Begin van formar una coalició que inclou al seu partit Likkud, el Partit Nacional Religiós, Agudat Israel i Daix. Tanmateix, també va convidar Dayan per servir com a ministre d'Afers Exteriors. Tot i ser un membre de l'Alineació, rival polític de Begin, Dayan va acceptar el càrrec, donant lloc a la seva expulsió del seu propi partit.
Després de la sessió com a diputat independent durant algun temps, Dayan va formar Telem el 1981, juntament amb Yigal Hurvitz i Zalman Shoval, que prèviament havia trencat amb el Likkud per formar Rafi - Llista Nacional. El 15 de juny de 1981 se'ls va unir Shafik Asaad, que havia deixat Ahvà (Asaad havia començat la sessió de la Kenésset com a membre de Daix, després es va unir al Moviment Democràtic abans de passar a Ahvà). Quan Dayan va renunciar al seu càrrec com a ministre de Relacions Exteriors el 1979, Hurvitz va esdevenir ministre de Finances.
El partit va obtenir dos escons a les eleccions legislatives d'Israel de 1981, ocupats per Dayan i Mordechai Ben-Porat, i va ser convidat a unir-se a la coalició de govern on Ben-Porat fou ministre sense cartera. Quan Dayan va morir el 16 d'octubre de 1981 va ser reemplaçat per Hurvitz. Tanmateix, el partit patí una escissió quan el 6 de juny de 1983 Ben-Porat va crear el Moviment per la Renovació Social del Sionisme i Hurvitz va reformar Rafi - Llista Nacional, que posteriorment fou rebatejat Ómets.
Un nou partit amb el nom de Telem es va formar per l'exdiputat de Xas Yosef Azran a mitjans de la dècada de 1990 per a participar en les eleccions legislatives d'Israel de 1996. No obstant això, no va poder assolir el llindar electoral i posteriorment va desaparèixer. Un altre partit amb el mateix nom es va formar el 2019.

## Resultats electorals
| Any  | Líder       | Vots   | %    | Pos. | Escons  | Govern   |
| ---- | ----------- | ------ | ---- | ---- | ------- | -------- |
| 1981 | Moixé Dayan | 30,600 | 1.58 | Nou  | 2 / 120 | Coalició |

## Líders
| Líder | Líder | Líder               | Inici | Final |
| ----- | ----- | ------------------- | ----- | ----- |
| 1     |       | Moixé Dayan         | 1981  | 1981  |
| 2     |       | Mordechai Ben-Porat | 1981  | 1983  |